# 彼得·霍林沃思
彼得·约翰·霍林沃思（Peter John Hollingworth，1935年4月10日—），OBE，AC，澳大利亚圣公会教士、第23任澳大利亚总督。
霍林沃思生于澳大利亚阿德莱德。就读于墨尔本大学的三一书院，主修文学和神学。1964至1979年任圣劳伦斯兄弟会教士。1980至1990年任圣劳伦斯兄弟会执行会长。1980至1985年任圣保罗教堂主教。1985至1990年任墨尔本内城区主教。1990年任布里斯班教区大主教。2001年6月29日出任第23任澳大利亚总督。

## 性骚扰丑闻
2003年5月昆士兰州布里斯班英国教区连连暴出性骚扰丑闻。一个独立调查委员会在报告中把矛头直指澳大利亚现任总督彼得·霍林沃思，指责他在1990年代任布里斯班英国教大教主期间袒护性骚扰者约翰·埃里奥特牧师，不但没有因此解除他的牧师职务，反而不顾受害者的利益，继续让他担任牧师。独立报告指出，任由一个恋童癖担任牧师显然是一个极其严重的错误。
独立报告由霍林沃思的继承人菲力普·奥斯皮那大主教委托专人，成立独立调查委员会完成。还有消息透露霍林沃斯涉嫌38年前的一桩强奸案，一位名叫罗斯玛丽·安妮·贾梅恩的女子控告霍林沃思在上世纪60年代澳南部城市本迪戈教会工作时，曾利用周末组织青年露营活动的机会强暴时年19岁的她，由此再次引发了澳舆论呼吁总督下台的浪潮。罗斯玛丽·安妮·贾梅恩于2006年4月自杀身亡。霍林沃思两次向全国发表电视讲话，就他在处理儿童性骚扰问题上所犯下的错误，向受害者及其家人表示道歉。5月28日霍林沃思辞去总督职务，由塔斯马尼亚州總督代理行使其职责，霍林沃思成为澳历史上第一个辞职的总督。
| 前任： 威廉·帕特里克·迪恩 | 澳大利亚总督 2001年6月29日 - 2003年5月28日 | 繼任： 迈克尔·杰弗里 |